# Celoxis
Celoxis es un producto de software propietario para la gestión de proyectos, similar a Jira. Celoxis corre sobre la plataforma Java, lo que permite ejecutarlo en varios sistemas operativos.

## Características
La versión actual incluye:
- Compatibilidad con Microsoft Project 2010.
- Costos de valor acumulado
- Diagrama de Gantt
- Gráficos PERT.
- Diagrama de estructura analítica de recursos (RBS).
- Diagrama de Estructura de descomposición del trabajo (WBS).
- Informes de uso de tareas

## Comparación con MS Project
Comparado a MS Project, Celoxis tiene una interfaz de usuario similar y una metodología similar para la construcción de un plan de proyecto: se crea una lista de tareas indentadas o una estructura de descomposición del trabajo (WBS), se establecen duraciones, se crean enlaces y se asignan recursos. Las columnas (campos) son las mismas en ambos productos. Las características de costos son también las mismas: labor, tasa por hora, uso de materiales y costos fijos.